# 41-й стрелковый корпус
41-й стрелковый корпус — воинское соединение Вооружённых Сил СССР во время Великой Отечественной войны.

## 1-е формирование

### История
Сформирован в марте 1941 года в Московском военном округе
В действующей армии во время ВОВ с 22 июня 1941 года по 17 сентября 1941 года.
После начала войны перебрасывался эшелонами из Костромы, Ярославля и Иваново через Великие Луки с задачей к 1 июля 1941 года занять для обороны Псков, Остров и Выставку. Однако 1 июля 1941 года только началась выгрузка эшелонов на станциях Псков и Черская. К вечеру 2 июля 1941 года прибыли 30 эшелонов, к утру 4 июля 1941 года прибыло 59 эшелонов, в пути находились ещё 59 эшелонов. Окончательно корпус прибыл только к 6 июля 1941 года, но уже к вечеру 4 июля 1941 года 111-я стрелковая дивизия приняла бой на подступах к Острову, оборона её была прорвана и немецкие части заняли город. 5 июля 1941 года и 118-я стрелковая дивизия вступила в бои с 6-й танковой дивизией на линии Островского укреплённого района. 111-я стрелковая дивизия в течение 5 июля 1941 года ведёт бои за Остров вместе с 3-й танковой дивизией, и даже временно выбивает врага из города. Однако необходимо отметить, что соединения корпуса были «размазаны» по укреплённому району, что мешало создать более или менее мощную оборону. 5-7 июля 1941 года соединения корпуса успешно сдерживает вражеское наступление силами 36-й моторизованной дивизии по линии Ново-Псковского укреплённого района, по реке Великая. 235-я стрелковая дивизия запоздала с прибытием, к 7 июля 1941 года выгрузилась на станции Красные Пруды и с ходу вступила в бой. К тому времени корпусу была подчинена 3-я танковая дивизия, вернее её остатки. На 7 июля 1941 года соединения корпуса были разбросаны по линии обороны на разных направлениях.
В течение ночи с 7 на 8 и дня 8 июля 1941 года части корпуса под давлением мотомеханизированных частей противника своим левым флангом отходили к Пскову и к утру 8 июля 1941 года занимали фронт в 15 километрах юго-западнее Пскова — 10 километрах юго-восточнее Пскова и далее по северному берегу реки Череха. Штаб корпуса находился в 8 километрах юго-восточнее Пскова. 8 же июля 1941 года соединения корпуса начали отход за реку Великая, однако переправа была неорганизованной: за реку дивизии смогли переправиться лишь частично, а затем был преждевременно взорван мост, и большое количество бойцов были вынуждены переправляться вплавь и на подручных средствах под огнём противника. Как следствие, 111-я и 118-я дивизии оказались дезорганизованными и начали отступление к Пскову, а 9 июля 1941 года оставили Псков, начали отступление на Гдов. Попытались развернуться на шоссе Псков — Луга, однако были смяты. Вина за оставление Пскова была в частности возложена на командира корпуса генерал-майора Кособуцкого, который попал под трибунал и был осуждён к 10 годам лишения свободы. Вместо него к командованию приступил Астанин А. Н., заместитель по инженерным сооружениям командира 41-го стрелкового корпуса и на него лично была возложена ответственность за организацию обороны Луги.
См.также Оборона Пскова (1941)
Потерявшие управление и связь с вышестоящими штабами, разрозненные части корпуса были обнаружены только 13 июля 1941 года под Стругами Красными, Щирском и Лугой.
Из доклада полковника Рубцова Военному Совету Северо-Западного фронта от 14 июля 1941 года.
 Части 41 ск потеряли свою организацию и представляют группы, собранные из отдельных частей и подразделений, плохо вооружены. Все виды снабжения этих частей нарушены. Части требуют немедленного отвода с фронта для восстановления их, приведения в боевую готовность. Штабы этих частей, включая и штаб 41 ск, к управлению войсками в настоящем виде непригодны. Также требуют реорганизации и пополнения. 
Дезорганизованные части корпуса отходили к Луге, отдельные части 14-15 июля 1941 года держали оборону на первом промежуточном рубеже обороны по реке Плюсса, но к 24-25 июля 1941 года отошли на второй промежуточный рубеж обороны в районе Городец — Серебрянка. К тому времени части корпуса были приведены в порядок, пополнены и организованы.
Собственно 41-й стрелковый корпус и стал тем соединением, которое составил основу Лужской оперативной группы и вёл оборону на Лужском рубеже. С 10 августа 1941 года началось немецкое наступление, в том числе и на Лугу, и корпус вступает в тяжёлые бои, постепенно отходя к Луге, однако оборона корпуса нигде прорвана не была. Тем не менее, немецкое наступление развивалось на флангах корпуса и 20 августа 1941 года корпус был окружён в Луге.
В ночь на 22 августа 1941 года начал отход на северный берег Луги. В ночь с 23 на 24 августа 1941 года корпус оставил Лугу. К этому времени части корпуса занимали оборону по переднему краю: по северному берегу реки Луга, Старицы — Кемка — Санаторий Зачеренье — Горючково — Торковичи. 111-я стрелковая дивизия, находясь в резерве корпуса, занимала район Мшинская, Шуваловский. Штаб корпуса с 21 августа 1941 года находился в населённом пункте Пехенец. С этого времени и вплоть до середины сентября 1941 года 41-й стрелковый корпус пытался с боями выйти из окружения под Лугой, следуя по болотам.
Прорывался из окружения в районе деревень Вырица, Мина, Введенское 15 сентября 1941 года осуществляет попытку прорыва через шоссейную дорогу Мина-Каушта, частью прорвался, частью не смог, в том числе не смог прорваться штаб корпуса и его командир (они выходили уже в конце сентября 1941 года в район Любани). Сколько человек всего из состава корпуса смогло выйти достоверно установить невозможно.
Из исследований И. И. Ивлева (сайт Солдат.ру.)
«После неудачной попытки прорыва в районе Вырицы (у д. Мины) часть войск пошла на Пушкин (177, 235 сд, остатки 24 тд) — кто не попал в плен, вышел 22-24.09.41 (около 1,5 — 2 тысяч чел.), часть на Тосно, Шапки, Погостье (в основном командование корпуса) — вышли к 26-28.09.41, часть (111 сд) — лесами в сторону Любани, Апраксина Бора, южнее Чудово кр. Волхов, переправившись 30.09.-05.10.41 (около 2,5 тысяч чел.).»
Ещё 17 сентября 1941 года корпусное управление было расформировано, очевидно рассматриваемое как уничтоженное.

### Подчинение и боевой состав
| Дата       | Фронт                    | Армия                      | В составе (стрелковые)                                                     | Другие части, в том числе приданные                              | Примечания |
| ---------- | ------------------------ | -------------------------- | -------------------------------------------------------------------------- | ---------------------------------------------------------------- | ---------- |
| 22.06.1941 | Московский военный округ | -                          | 118-я стрелковая дивизия 235-я стрелковая дивизия                          | 533-й отдельный батальон связи 325-й отдельный сапёрный батальон | —          |
| 01.07.1941 | Северо-Западный фронт    | 11-я армия                 | 111-я стрелковая дивизия 118-я стрелковая дивизия 235-я стрелковая дивизия | 533-й отдельный батальон связи 325-й отдельный сапёрный батальон | —          |
| 10.07.1941 | Северо-Западный фронт    | 11-я армия                 | 111-я стрелковая дивизия 118-я стрелковая дивизия 235-я стрелковая дивизия | 533-й отдельный батальон связи 325-й отдельный сапёрный батальон | —          |
| 01.08.1941 | Северный фронт           | Лужская оперативная группа | 111-я стрелковая дивизия 177-я стрелковая дивизия 235-я стрелковая дивизия | 533-й отдельный батальон связи 325-й отдельный сапёрный батальон | —          |
| 01.09.1941 | Ленинградский фронт      | Южная оперативная группа   | 111-я стрелковая дивизия 177-я стрелковая дивизия 235-я стрелковая дивизия | 533-й отдельный батальон связи 325-й отдельный сапёрный батальон | —          |

### Командование
- Кособуцкий, Иван Степанович, генерал-майор, с 14.03.1941 по 16.07.1941
- Астанин, Андрей Никитович, генерал-майор, с 16.07.1941 (фактически принял командование 9-10 июля 1941 года)

## 2-е формирование

### История
Управление корпуса сформировано 4 июля 1943 года в составе 3-й армии
В действующей армии с 4 июля 1943 года по 9 мая 1945 года.

### Награды частей корпусного подчинения
- 694-й отдельный ордена Красной Звезды[1] батальон связи

### Подчинение и боевой состав
| Дата       | Фронт                 | Армия     | В составе (стрелковые)                                                                                          | Другие части, в том числе приданные                                                                                                 | Примечания |
| ---------- | --------------------- | --------- | --- | --- | ---------- |
| 01.08.1943 | Брянский фронт        | 3-я армия | 308-я стрелковая дивизия 380-я стрелковая дивизия                                                               | 694-й отдельный батальон связи 3808-я военно-почтовая станция                                                                       | -          |
| 01.09.1943 | Брянский фронт        | 3-я армия | 283-я стрелковая дивизия 308-я стрелковая дивизия 380-я стрелковая дивизия                                      | 694-й отдельный батальон связи 3808-я военно-почтовая станция                                                                       | -          |
| 01.10.1943 | Брянский фронт        | 3-я армия | 120-я гвардейская стрелковая дивизия 186-я стрелковая дивизия 283-я стрелковая дивизия                          | 694-й отдельный батальон связи 3808-я военно-почтовая станция                                                                       | -          |
| 01.11.1943 | Белорусский фронт     | 3-я армия | 120-я гвардейская стрелковая дивизия 17-я стрелковая дивизия 186-я стрелковая дивизия                           | 694-й отдельный батальон связи 3808-я военно-почтовая станция                                                                       | -          |
| 01.12.1943 | Белорусский фронт     | 3-я армия | 186-я стрелковая дивизия 269-я стрелковая дивизия                                                               | 694-й отдельный батальон связи 3808-я военно-почтовая станция                                                                       | -          |
| 01.01.1944 | Белорусский фронт     | 3-я армия | 120-я гвардейская стрелковая дивизия 186-я стрелковая дивизия                                                   | 694-й отдельный батальон связи 3808-я военно-почтовая станция                                                                       | -          |
| 01.02.1944 | Белорусский фронт     | 3-я армия | 120-я гвардейская стрелковая дивизия 186-я стрелковая дивизия                                                   | 694-й отдельный батальон связи 3808-я военно-почтовая станция                                                                       | -          |
| 01.03.1944 | 1-й Белорусский фронт | 3-я армия | 120-я гвардейская стрелковая дивизия 250-я стрелковая дивизия 269-я стрелковая дивизия 348-я стрелковая дивизия | 694-й отдельный батальон связи 3808-я военно-почтовая станция                                                                       | -          |
| 01.04.1944 | 1-й Белорусский фронт | 3-я армия | 120-я гвардейская стрелковая дивизия 269-я стрелковая дивизия                                                   | 694-й отдельный батальон связи 3808-я военно-почтовая станция                                                                       | -          |
| 01.05.1944 | 1-й Белорусский фронт | 3-я армия | 120-я гвардейская стрелковая дивизия 269-я стрелковая дивизия                                                   | 694-й отдельный батальон связи 3808-я военно-почтовая станция                                                                       | -          |
| 01.06.1944 | 1-й Белорусский фронт | 3-я армия | 120-я гвардейская стрелковая дивизия 269-я стрелковая дивизия                                                   | 694-й отдельный батальон связи 3808-я военно-почтовая станция 1901-й самоходно-артиллерийский полк                                  | -          |
| 01.07.1944 | 1-й Белорусский фронт | 3-я армия | 120-я гвардейская стрелковая дивизия 269-я стрелковая дивизия                                                   | 694-й отдельный батальон связи 3808-я военно-почтовая станция 358-я полевая авторемонтная база 1901-й самоходно-артиллерийский полк | -          |
| 01.08.1944 | 2-й Белорусский фронт | 3-я армия | 120-я гвардейская стрелковая дивизия 269-я стрелковая дивизия 283-я стрелковая дивизия                          | 694-й отдельный батальон связи 3808-я военно-почтовая станция 358-я полевая авторемонтная база 1901-й самоходно-артиллерийский полк | -          |
| 01.09.1944 | 2-й Белорусский фронт | 3-я армия | 120-я гвардейская стрелковая дивизия 269-я стрелковая дивизия 283-я стрелковая дивизия                          | 694-й отдельный батальон связи 3808-я военно-почтовая станция 358-я полевая авторемонтная база 1901-й самоходно-артиллерийский полк | -          |
| 01.10.1944 | 2-й Белорусский фронт | 3-я армия | 120-я гвардейская стрелковая дивизия 269-я стрелковая дивизия 283-я стрелковая дивизия                          | 694-й отдельный батальон связи 3808-я военно-почтовая станция 358-я полевая авторемонтная база 1901-й самоходно-артиллерийский полк | -          |
| 01.11.1944 | 2-й Белорусский фронт | 3-я армия | 120-я гвардейская стрелковая дивизия 269-я стрелковая дивизия 283-я стрелковая дивизия                          | 694-й отдельный батальон связи 3808-я военно-почтовая станция 358-я полевая авторемонтная база 1901-й самоходно-артиллерийский полк | -          |
| 01.12.1944 | 2-й Белорусский фронт | 3-я армия | 120-я гвардейская стрелковая дивизия 269-я стрелковая дивизия 283-я стрелковая дивизия                          | 694-й отдельный батальон связи 3808-я военно-почтовая станция 358-я полевая авторемонтная база 1901-й самоходно-артиллерийский полк | -          |
| 01.01.1945 | 2-й Белорусский фронт | 3-я армия | 120-я гвардейская стрелковая дивизия 269-я стрелковая дивизия 283-я стрелковая дивизия                          | 694-й отдельный батальон связи 3808-я военно-почтовая станция 358-я полевая авторемонтная база 1901-й самоходно-артиллерийский полк | -          |
| 01.02.1945 | 2-й Белорусский фронт | 3-я армия | 120-я гвардейская стрелковая дивизия 269-я стрелковая дивизия 283-я стрелковая дивизия                          | 694-й отдельный батальон связи 3808-я военно-почтовая станция 358-я полевая авторемонтная база 1901-й самоходно-артиллерийский полк | -          |
| 01.03.1945 | 3-й Белорусский фронт | 3-я армия | 120-я гвардейская стрелковая дивизия 269-я стрелковая дивизия 283-я стрелковая дивизия                          | 694-й отдельный батальон связи 3808-я военно-почтовая станция 358-я полевая авторемонтная база 1901-й самоходно-артиллерийский полк | -          |
| 01.04.1945 | 3-й Белорусский фронт | 3-я армия | 120-я гвардейская стрелковая дивизия 269-я стрелковая дивизия 283-я стрелковая дивизия                          | 694-й отдельный батальон связи 3808-я военно-почтовая станция 358-я полевая авторемонтная база 1901-й самоходно-артиллерийский полк | -          |
| 01.05.1945 | 1-й Белорусский фронт | 3-я армия | 120-я гвардейская стрелковая дивизия 269-я стрелковая дивизия 283-я стрелковая дивизия                          | 694-й отдельный батальон связи 3808-я военно-почтовая станция 358-я полевая авторемонтная база 1901-й самоходно-артиллерийский полк | -          |

### Командование

#### Командиры
- Тарасов, Сергей Павлович, полковник (с 16.06.1943 по 6.07.1943), врид
- Урбанович, Виктор Казимирович, генерал-майор, с 02.11.1944 — генерал-лейтенант (с 22.07.1943 по 31.12.1944)
- Петренко, Василий Алексеевич, полковник (с 1.1.1945 по 12.1.1945), врид
- Урбанович, Виктор Казимирович, генерал-майор, с 02.11.1944 — генерал-лейтенант (с 13.01.1945 по ??.05.1949)
- Якушов, Александр Васильевич, генерал-майор, (с ??.05.1952 по ??.07.1954)

#### Заместители командира
- Телков, Пётр Сергеевич, полковник, (с 13.03.1944 по 25.12.1944)
- Тарасов, Сергей Михайлович, генерал-майор, (с ??.01.1952 по ??.01.1954)

### Начальники штаба
- Греков, Михаил Андреевич (19.11.1943 - 31.03.1944), полковник
- Петренко, Василий Алексеевич (июль 1944 года), полковник